# Catedral de Huelva
La Santa Església Catedral de Nostra Senyora de la Mercè coneguda comunament per Catedral de Huelva, és un temple catòlic, seu de la Diòcesi de Huelva. Creat com convent dels pares mercedaris el 1605 sobre l'antiga Ermita de San Roque, va funcionar com a capella de l'Hospital Provincial i com parròquia fins que va ser consagrat com catedral el 15 de març de 1954 en ésser creada la diòcesi de Huelva a partir de la Arxidiòcesi de Sevilla.

## Història
El convent de la Mercè va ser aixecat per ordre de Alonso Pérez de Guzmán, VIII duc de Medina-Sidonia i senyor de Huelva en aquesta època. L'església, actual catedral de Huelva, servia de capella per als cultes del convent dels Mercedaris Descalços, i va ser fundat el 1605. El lloc, des del segle xvi, estava ocupat per una construcció anterior que es desconeix. L'església de La Mercè amb el seu aspecte actual és el fruit d'obres al llarg de tres segles per la qual cosa la façana primigènia presumiblement tindria una altra fisonomia. El conjunt, iniciat d'inspiració renaixentista i continuant] els models del barroc, té un cert gust colonial, sense perdre la seva essència conventual. L'autoria original no està encara determinada i pot ser atribuïda a un dels següents arquitectes: Alonso de Valdevira, Fray Juan de Santa Maria o el mestre major Martín Rodríguez de Castro. S'inicia la seva construcció l'any 1605 amb direcció del mestre paleta Pedro Gómez Utebami i les obres més importants van finalitzar entre 1612 i 1615.
L'estructura original va durar tot just un segle, perquè la ruïna amenaçava el conjunt ja l'any 1714 i el terratrèmol de Lisboa de 1755 va ressentir l'edificació de manera greu, deixant destruïda la capella de San Cayetano. Malgrat això, el següent sisme de 1765 va ser el que va acabar d'afectar greument a l'església i convent de La Mercè, estant necessària una reforma integral. A la fi del segle xviii, sota el projecte de Pedro de Silva, en pur estil barroc, es va erigir el nou temple, encarregant-se de les obres Ambrosio de Figueroa i a la seva mort el 1775, les va continuar Francisco Díaz Pinto. Aquesta reforma que donaria l'aspecte actual de l'església de la Mercè va durar fins ben entrat el segle xix.

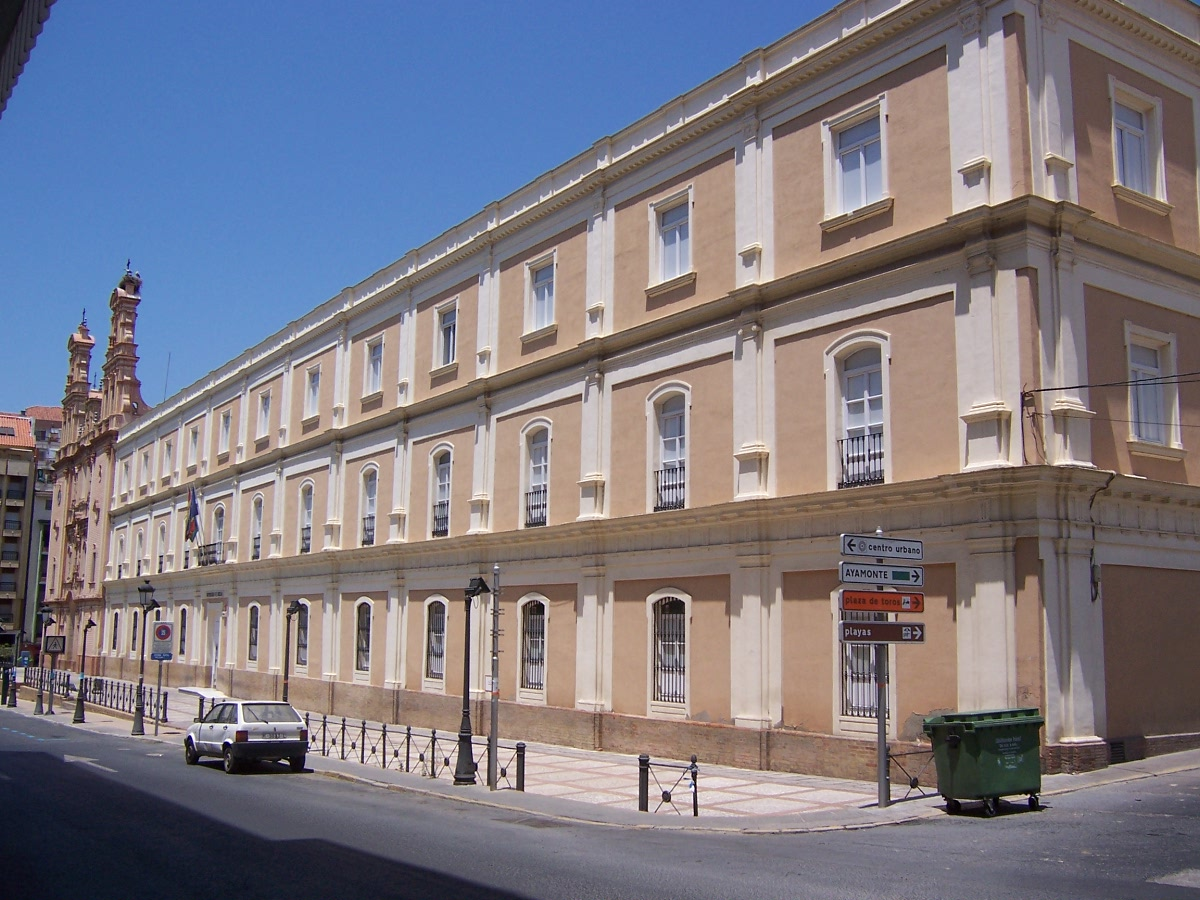
Antic convent de La Mercè, annex a la catedral, avui seu de la Universitat de Huelva.

Les principals traves a la llarga reforma de l'església van ser la Guerra del Francès de Huelva de 1811, la supressió dels senyorius el 1811 —ja que continuava vinculat a la Casa de Medina-Sidonia— i la supressió de les comunitats religioses masculines pel ministre Juan Álvarez Mendizábal el 1835. La desamortització de Mendizábal (1835), igual que en altres immobles de l'església a Espanya, va provocar que el convent de La Mercè passés a mans públiques, en aquest cas la Diputació provincial. Aquest organisme va ser l'encarregat d'impulsar la represa de les obres en La Mercè. L'església va continuar oberta al culte i el convent va servir com a instal·lacions militars des de 1844. Posteriorment a partir de 1861 l'antic convent va canviar d'ús i va allotjar a un Institut d'Ensenyament Secondari i Escola Normal de Mestres. També ha allotjat la seu de la Diputació i de l'Institut General Tècnic i ha servit com Hospital Provincial, alçant per a aquest ús sanitari un tercer pis l'any 1957. Actualment és la Facultat de Ciències Empresarials de la Universitat de Huelva.
El 22 d'agost de 1877, la Diputació Provincial de Huelva va concloure la restauració de tot l'històric edifici. A l'última dècada del segle xix es porten a terme retocs i es conclou així el projecte decoratiu de l'interior, mantenint l'estil barroc com a predominant del conjunt. Al 1915, davant el problema de la falta de campanes que convoquessin als actes litúrgics, es van aixecar sobre les inacabades torres laterals de la façana principal, l'actuals campanar de cadireta de doble cos d'inspiració colonial.
L'any 1953 amb la creació de la nova diòcesi de Huelva s'escull l'església parroquial de La Mercè com nova catedral, el que portaria l'adaptació del presbiteri per a les noves necessitats litúrgiques.
El 28 de febrer de 1969 un nou terratrèmol va assotar la zona —amb aquest so tres els que fan malbé l'estructura de l'edifici— i va tornar a ésser clausurada per a una necessària restauració, sota la direcció de l'arquitecte Rafael Manzano, finalitzant el 1977 les obres. Per a la seva protecció, el 12 de març de 1970 va ser signat el decret de declaració de la ja catedral de La Mercè com Bé d'interés cultural.

## Edifici

### Exterior
La portada és d'estil barroc. Construïda en maó revocat, està organitzada en tres cossos individualitzats per cornises. L'inferior en què s'emmarca la porta gran d'entrada de mig punt, serveix com a sòcol. La part central està concebuda a manera de gran retaule amb fornícules, que van ser enriquides el 1978 amb les escultures, en terrissa, de la Mare de Déu de la Mercè, Sant Leandre, Sant Walabonso, Santa Maria i el Beat Vicente de San José, obres realitzades per Antonio León Ortega. Els laterals es decoren amb pilastres que emmarquen el conjunt estilitzant la seva estètica. Una balustrada sobre la cornisa divisòria corona el tram central. La part superior acabada amb campanars de cadireta, sobresurt de l'edifici. Altres esglésies de la província de Huelva van basar el seu disseny en la façana de La Mercè. L'estil d'esglésies com La Mercè va servir per configurar a l'Amèrica Llatina el barroc colonial.

### Interior

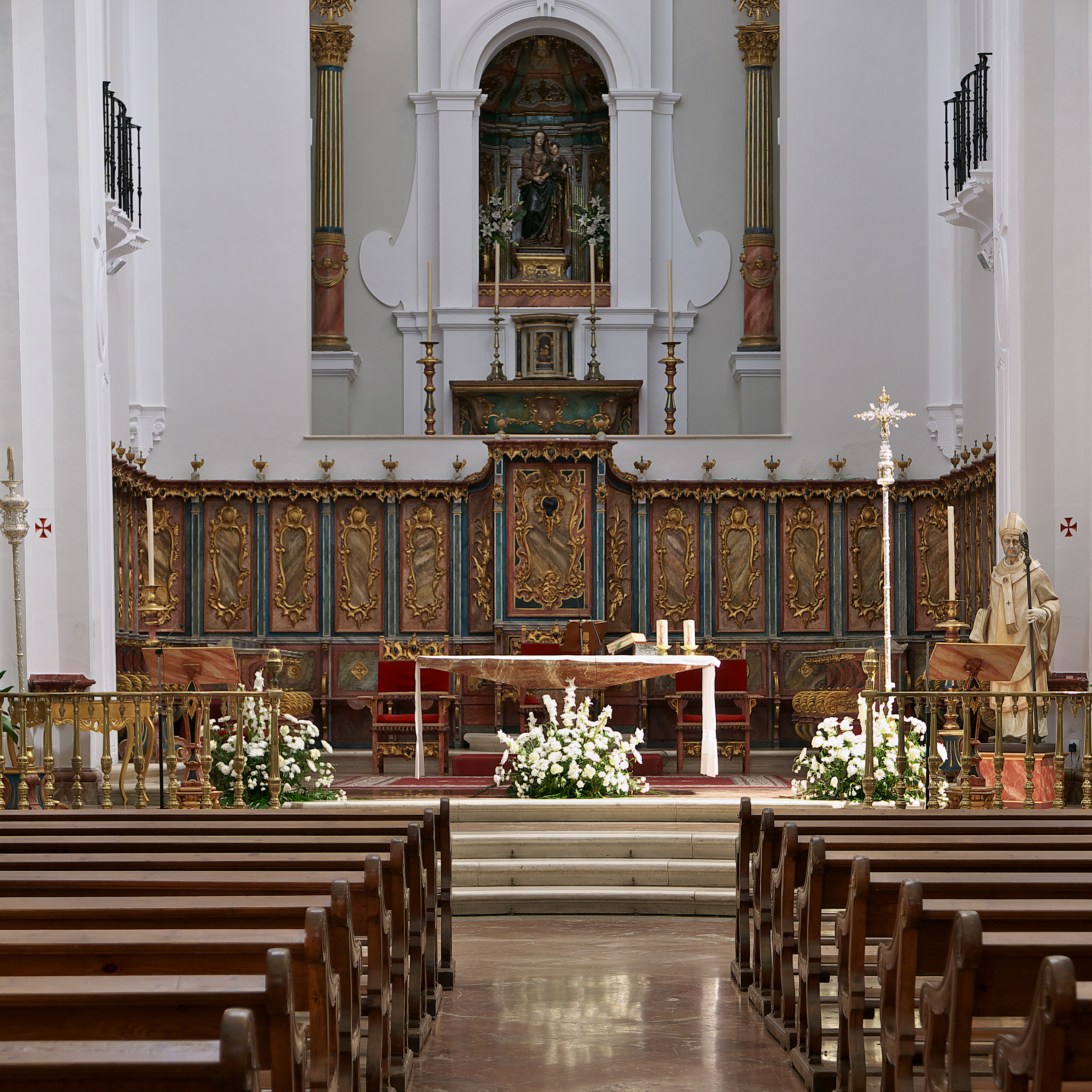
Altar major.

El temple original renaixentista construït en el segle xvii per les successives reformes va anar convertint-se en església de planta de saló de tall basilical de tres naus de cinc trams separades per arcs de mig punt i creuer central. De la seva decoració destaca Mare de Déu amb el Nen realitzada per Juan Martínez Montañés i que presideix l'altar major, així com el Crist de Jerusalem. La seva vinculació a la Casa dels Guzmán queda patent en el panteó familiar dels comtes de Niebla —títol dependent del Ducat de Medina-Sidonia—, que alberga l'església.

#### Capella major
Situada en la capçalera del temple, compte un altar exempt sobre material de marbre gris i vermell. La presideix un cambril rococó del segle xviii ocupat per la imatge de Nostra Senyora de la Cinta. L'escultura representa la Mare de Jesús i amb el Nen als seus braços.

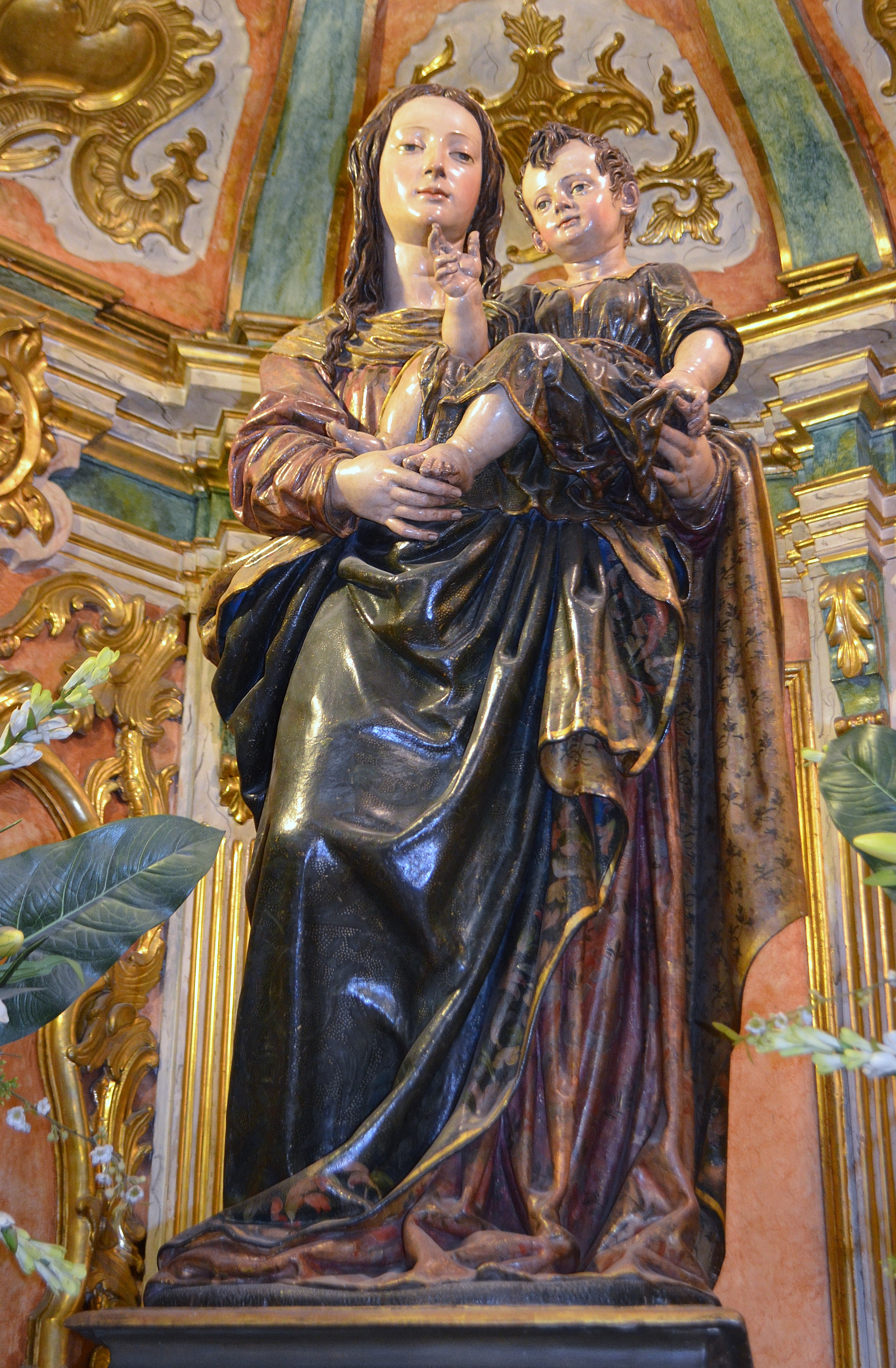
Mare de Déu amb el Nen Juan Martínez Montañés, 1616.

L'escultura va ser tallada per Juan Martínez Montañés el 1616. Formalment remet altres imatges del autor com la Verge amb el Nen del Monestir de San Clemente de Sevilla o la del [Monestir de San Isidoro del Campo de Santiponce. Va ser atribuïda per primera vegada a l'escultor de Jaén per Diego Díaz Hierro el 1955, qui indicava també a la possible autoria de Alonso Cano. Tanmateix, no és fins a 1976 quan es genera un consens entre els historiadors, en incorporar-la José Hernández Díaz al seu catàleg d'obres de Montañés. Els investigadors Antonio Romero Dorado i José Manuel Moreno Arana van aconseguir documentar-la i datar-la a través d'un llibre de comptes conservat a l'arxiu de la Casa de Medina-Sidonia.
La talla va ser un encàrrec de Manuel de Guzmán i Silva, Duc de Medina-Sidonia, senyor de Huelva i patró del convent mercedari. El seu preu va ser de 150 ducats. Tanmateix, el seu destí original no era el temple de Huelva sinó el Convent de la Mercè de Sanlúcar de Barrameda, capital dels seus territoris. Va ser conduïda a Huelva el 4 de setembre de 1618, sense que fins avui coneguem el perquè d'aquest canvi de plans. Va ser rebuda per la junta municipal amb grans fasts que van incloure una mascarada, un tridu a la Parròquia de Sant Pere i una processó amb danses i ministrers on van participar els religiosos de tots els convents i les confraries de la ciutat.
Encara que coincideix en la seva advocació amb la Patrona de la ciutat, no ha de ser confussa amb ella, ni presenta cap atribut iconogràfic que justifiqui el seu nom. L'escriptura fundacional del convent, del 13 d'abril de 1605, estableix ja que una imatge de la Verge de la Cinta hauria de presidir l'altar major.
El presbiteri de l'església va ser reformat en 1954 per adaptar-ho a la seva nova funció catedralícia, col·locant en ell la seu episcopal i el cor per a canonges que s'estén des de l'altar major fins al creuer.

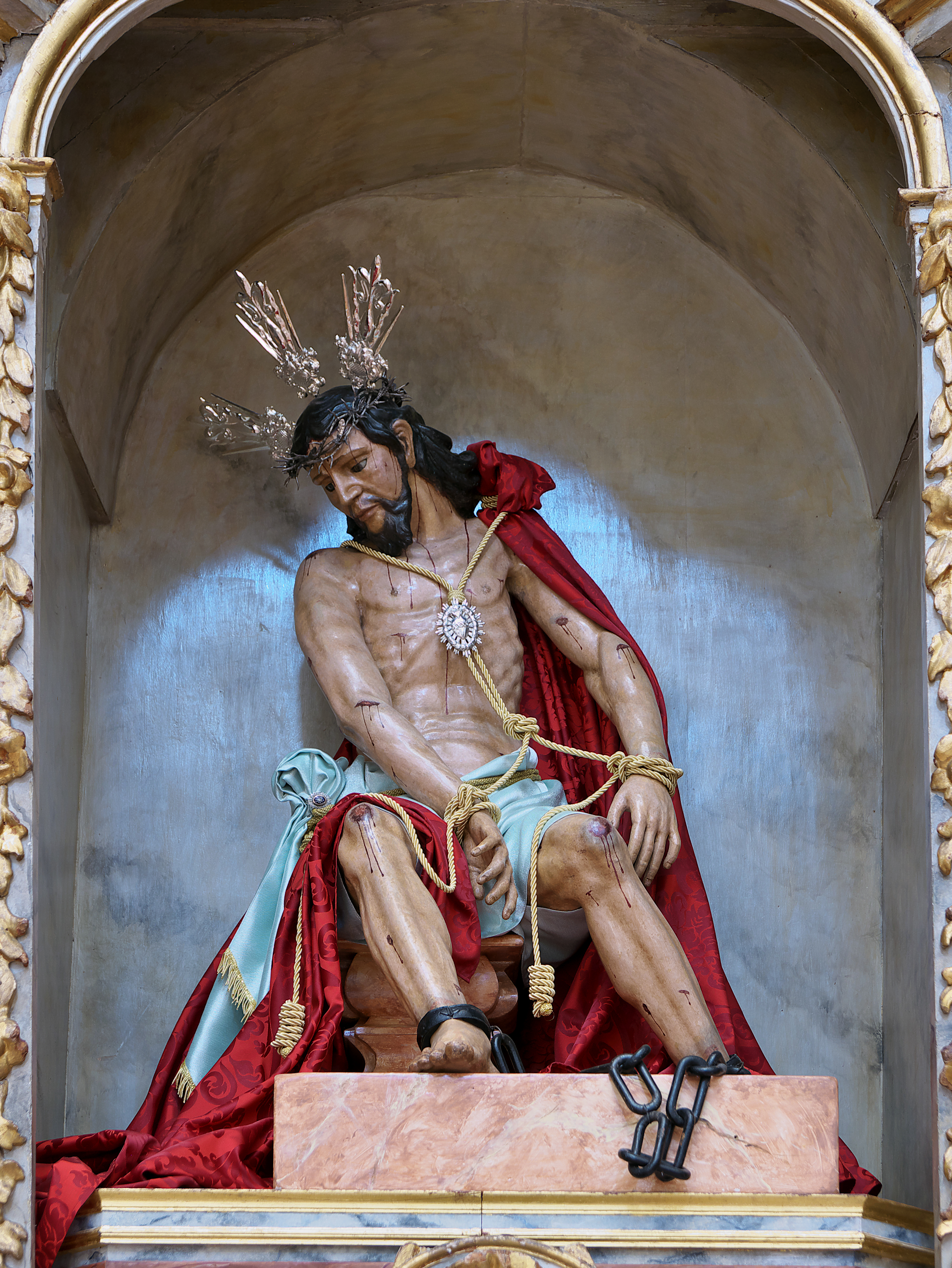
Nostre Pare Jesús de les Cadenes, escola gaditana-genovesa.

#### Nau central
La nau central predomina sobre les laterals i està coberta per volta de canó dividida en cinc trams. Els arcs formers divisoris són de mig punt, i sobre seu s'eleva una tribuna llarga amb balcons de reixa de forja. A l'entrada destaca l'arc que suporta el cor alt com perllongament dels tribunes laterals. La tribuna en desús ja en època de la seva construcció va poder ser deguda a la reforma mercedària medieval de l'edifici. L'església se sosté mitjançant pilars, dels que destaca els quatre de secció cruciforme que suporten la cúpula del creuer, amb pilastres adossades i rematades en capitells corintis.
Adossat al segon pilar, està el púlpit, peça del barroc purista, realitzat al voltant de 1624, amb decoració pictòrica de començaments del segle xix i relleus amb els símbols de l'Orde de la Mercè. L'ampit apareix decorat amb retrats dels beats mercedaris Jacobo de Soto, Sancho de Aragón i Juan de Santamaría. L'escaleta s'articula en dos trams adossats al pilar i la seva barana s'adorna amb flors, llaçades i fils daurats.

#### Naus laterals
Les naus laterals, dividides quatre trams i amb retaules laterals d'inspiració barroca, es cobreixen amb voltes d'aresta. El fons de les naus es decora amb capella a la nau dreta per la que s'accedeix al campanar i l'esquerra a la sagristia, per la que es comunicava amb el convent annex.
La capçalera de la nau del costat de l'Evangeli està ocupada per la Capella Sacramental. S'hi troba la custòdia processional del Corpus Christi, obra com tota l'orfebreria de la capella de Fernando Marmolejo. Coronada per la imatge de la Fe, la seva base presenta relleus amb motius al·lusius al Descobriment d'Amèrica, àngels, evangelistes i mènsules amb antífones eucarístiques. Al frontal d'altar de plata llueix l'escut episcopal d'Ignacio Noguer Carmona.
El retaule del creuer és una obra rococó de fusta daurada i policromada amb tres carrers i àtic de moguda silueta. El seu cambril l'ocupa Maria Santíssima de los Dolores, dolorosa de fanalera per vestir, pertanyent a la Hermandad de Los Judíos. És una talla del segle xviii d'escola gaditano-genovesa que va pertànyer a l'Ordre Servents de Maria i va treure en processó per primera vegada el Diumenge de Rams de 1792. Mostra d'aquesta filiació servita és el medalló amb la imatge de sant Filippo Benizi que figura sobre el cambril. Als carrers laterals, petites talles dels sants màrtirs Llorenç i Caterina d'Alexandria.

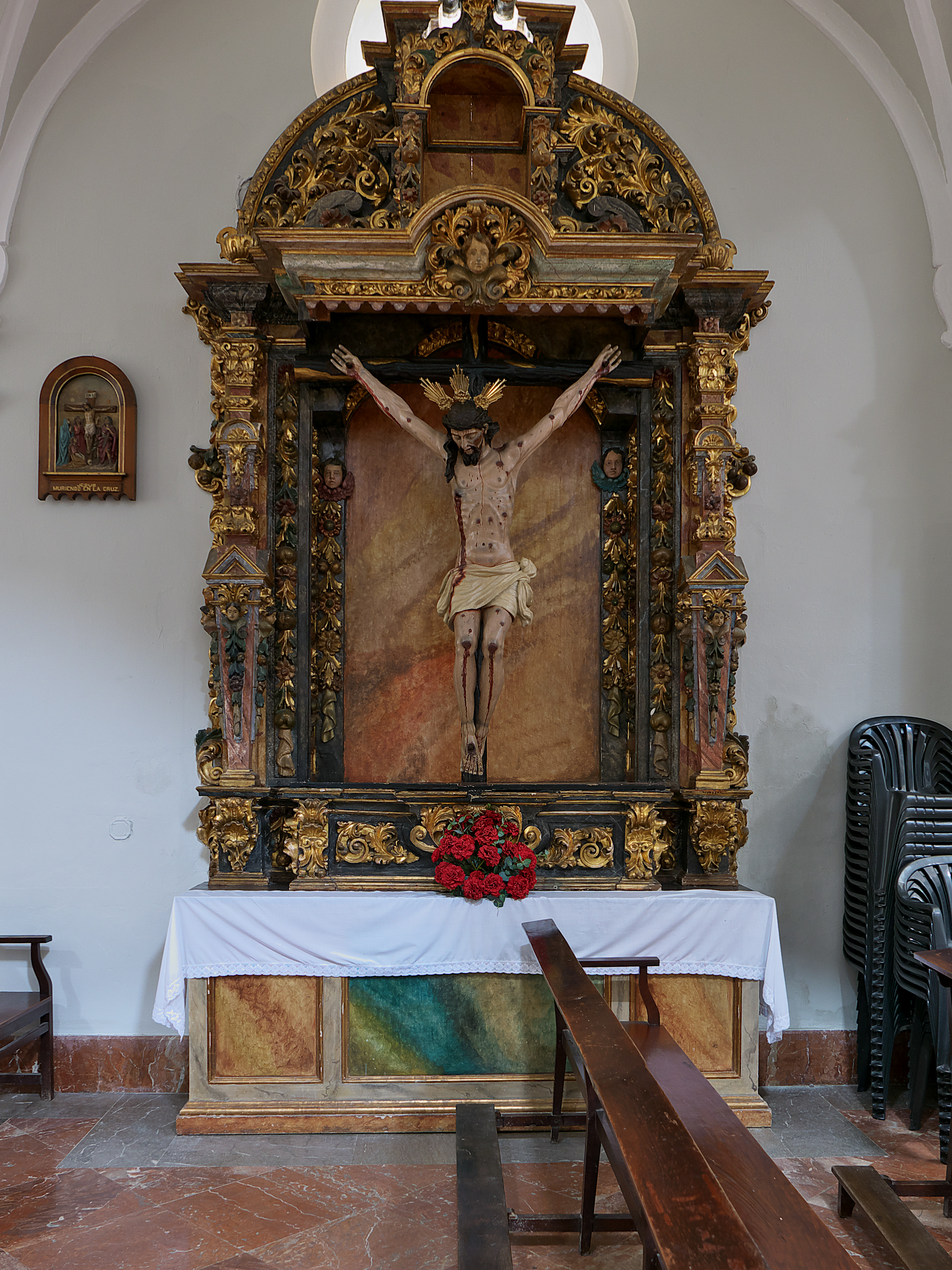
Santíssim Crist de Jerusalem i Bon Viatge, escola gaditano-genovesa.

Tot seguit, n'hi ha una fornícula d'arc trilobat sostingut sobre estípits . Va ser realitzat a la primera meitat del segle xviii en fusta daurada i policromada a imitació de marbre. L'ha ocupa el Santíssim Crist de Jerusalem i Bon Viatge, imatge d'un santcrist crucificat d'escola gaditano-genovesa. Consta que la devoció existia ja el 1647 i deu el seu nom a la devoció de la gent del mar. Va en processó el dijous Sant.
El següent retaule allotja la titular del temple, Nostra Senyora de la Mercè. És una imatge de vestir de l'escola sevillana del segle xvii, atribuïda al cercle de Juan de Mesa. És titular de la germandat de Els Jueus. El retaule, ocupat anteriorment per la Verge de la Cinta que avui figura a la capella major, és una fornícula de mig punt emmarcada per un baldaquí tallat del segle xviii decorat amb atributs marians, àngels, flors i fruites.
Als peus de la nau del costat de l'Evangeli n'hi ha un retaule de tres carrers neoclàssic de fusta daurada i policromada que simula un acabat marbrenc. La fornícula central allotja una imatge del segle divuit de sant Antoni Abat. A l'àtic n'hi ha una petita imatge de sant Gaietà de Thiene, mentre que a la taula d'altar es troba una talla de vestir de santPere Nolasc, de les dates fundacionals del convent.
La capçalera de la nau de l'Epístola manca de retaules, situant-se aquí l'accés a la sagristia. Sobre la seva porta veiem un quadre de sant Llorenç pintat per Herrera el Vell. Tanca el creuer per aquest costat un retaule similar al de la Verge dels Dolors que allotja El Nostre Pare Jesús de les Cadenes, titular la Germandat de Els Jueus. És també una imatge d'escola gaditano-genovesa que representa Jesús en el]passatge de les burles de la soldadesca després d'ésser coronat d'espines. La seva advocació, existent en 1657, es deu als grillons que cenyeixen els seus peus. El retaule es completa amb les imatges de sant Josep en l'àtic i de sant Blas i sant Nicolau de Bari als carrers laterals.
Avançant per la nau del costat de l'Epístola n'hi han dos retaules de fusta daurada i policromada. El primer, rococó del segle xviii, acull un grup escultòric de sant Josep amb el Nen Jesús de la mà, talles on dispar modelatge de les quals queda dissimulat per la policromia i estofat de finals del xviii. L'àtic, a manera de frontó corb, acull un llenç de sant Rafael arcàngel. El segon dels retaules conté una talla moderna del Sagrat Cor de Jesús, estant la peça més interessant el medalló superior, un relleu del segle divuit de sant Ramon Nonat.
La capella dels peus de la nau conté un retaule marbrenc de començament del segle xix amb la imatge de Sant Roc copatró de Huelva i titular de la de l'antiga ermita sobre la qual es va aixecar l'actual temple. L'escultura manierista data de finals del segle xvi que va ser restaurada en 1722 a compte de la junta municipal. L'ho escorten un sant Joan Nepomucè de finals del xviii i un sant Joan de Déu tallat per Antonio León Ortega el 1959.

#### Dependències annexes
La sala capitular es troba a la tribuna superior de la nau de l'Evangeli. S'hi conserva un Santcrist d'ivori, obra hispano-filipina de la segona meitat del segle xvii. Va formar part del pla d'altar de la missa que va presidir Joan Pau II a la primera visita d'un papa a Huelva, el 14 de juny de 1993.
Les diferents dependències del temple guarden un important parament d'orfebreria, amb peces que daten del segle xvi com un calze de plata renaixentista o un portapau de bronze daurat amb una imatge de la Pietat. Hi ha d'altres calzes de plata de 1610, de 1727 o un barroc donat per la Comtessa de Campo Real. També la reina Isabel II d'Espanya va donar un calze de plata el 1859.

## Referéncies
1. 1 2 3  Morales, Adolfo. «La cripta de la Iglesia-Catedral de La Merced de Huelva» (en castellà).   Huelva Buenas noticias, 16-05-2014. [Consulta: 1r octubre 2018].
2. 1 2 3 4   Andalucía (en castellà).  CE, 2000, p. 212. B18468-2000.
3. 1 2 3 4 5  «Catedral de Huelva. Orígenes de la construcción» (en castellà).   Ayuntamiento de Huelva. Turismo. Arxivat de l'original el 2018-10-01. [Consulta: 1r octubre 2018].
4. 1 2 3  «Catedral de Huelva» (en castellà). [Consulta: 1r octubre 2018].
5. 1 2 3 4  «La iglesia de la Merced» (en castellà).   Junta de Andalucía. Arxivat de l'original el 2009-08-10. [Consulta: 4 octubre 2018].
6. 1 2  ; Moreno Arana, José Manuel«Juan Martínez Montañés y los Guzmanes: la Virgen con el Niño de la catedral de Huelva (1616)» (PDF) (en castellà) p. 193-210, 2017. [Consulta: 1r octubre 2018].